# Tiago de Voragine

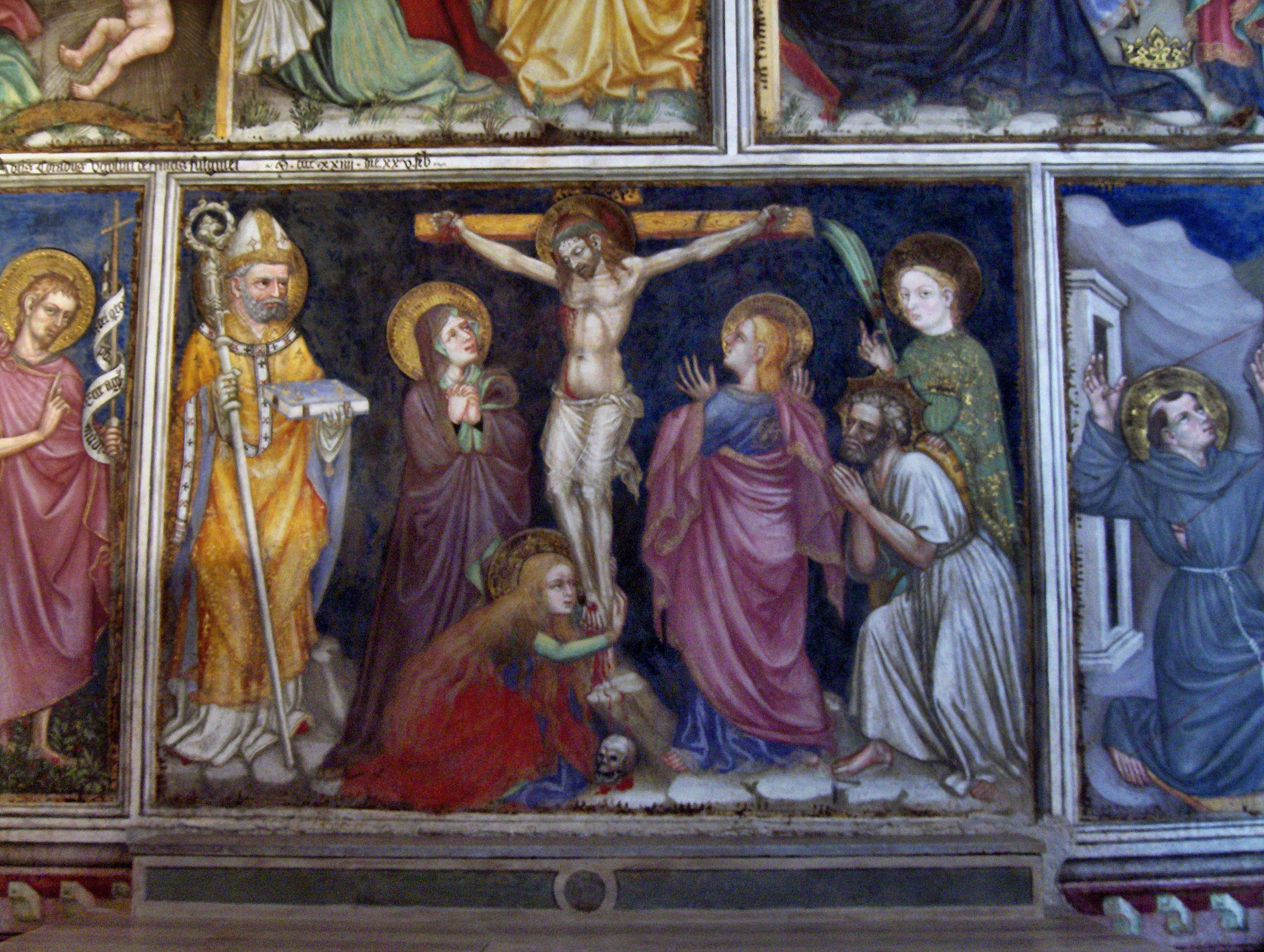
Jacopo com a Legenda em suas mãos. Ottaviano Nelli. Palácio Trinci. Foligno, Itália

Beato Tiago de Voragine (em latim: Jacobus de Voragine) (ou Voragine ou Varagine, em italiano Giacomo de Varazze) foi arcebispo de Gênova, autor (ou compilador) da obra conhecida como Legenda Áurea que narra a vida de dezenas de santos dos primeiros séculos da Igreja, um dos mais famosos trabalhos hagiográficos da Idade Média. Escreveu também muitos sermões e uma Crônica de Gênova, escrita em 1293.

## Biografia
Tiago nasceu em Varazze (daí seu nome ou a variação lombarda Varagine, que significa justamente de Varazze) na Ligúria (noroeste da Itália), em 1226. Tornou-se dominicano em 1244, tornando-se prior de Como, Bolonha e Asti. Foi o superior para a região da Lombardia de sua Ordem entre 1267 e 1286. Tiago foi escolhido, junto do franciscano Rufino de Alessandria, para ir a Roma pedir perdão por Gênova quando esta foi excomungada pelo papa por manter comércio com a Sicília, apesar da proibição papal. Tornou-se bispo em 1292, pelo papa Nicolau IV. Morreu em 1298, foi proclamado patrono de Varazze em 1645 e beatificado pelo papa Pio VII em 1816.